# Iso-Montonen
Iso-Montonen är en sjö i kommunen S:t Michel i landskapet Södra Savolax i Finland. Sjön ligger 99,5 meter över havet. Arean är 61 hektar och strandlinjen är 12,08 kilometer lång. Sjön  ingår i Kymmene älvs huvudavrinningsområde.   Den ligger omkring 17 kilometer väster om S:t Michel och omkring 210 kilometer nordöst om Helsingfors. 